# Ángel Arocha
Ángel Arocha Guillén (Chimiche, Granadilla de Abona, Santa Cruz de Tenerife, 24 de junio de 1907-Balaguer, Lérida, 2 de septiembre del 1938) fue un futbolista español.

## Trayectoria
Inició su carrera futbolística en el C. D. Tenerife, de donde pasó al F. C. Barcelona en 1926. Fue un delantero muy apreciado por los aficionados barcelonistas por su gran capacidad de hacer goles, marcó 236 goles en 240 partidos jugados. En 1933 dejó el Barça y fichó por el Club Atlético de Madrid, donde se mantuvo hasta el inicio de la guerra civil.
Arocha fue internacional en dos ocasiones con España donde anotó 2 goles.
Murió en el frente de Balaguer durante la guerra civil española, encuadrado probablemente a la 53.ª o 54.ª División del ejército nacional.

## Clubes
| Club                    | País   | Año       |
| ----------------------- | ------ | --------- |
| C. D. Tenerife          | España | 1924-1926 |
| F. C. Barcelona         | España | 1926-1933 |
| Club Atlético de Madrid | España | 1933-1936 |

## Palmarés
| Título       | Club            | País   | Año  |
| ------------ | --------------- | ------ | ---- |
| Copa del Rey | F. C. Barcelona | España | 1928 |
| Liga         | F. C. Barcelona | España | 1929 |